# 특이별
천체물리학에서, 특이별(Peculiar star)은 적어도 별의 표면에서 다른 별에 비해 드문 금속 함유량을 가지고 있는 별을 일컫는다.
화학적 특이별(CP 별)은 뜨거운 주계열성 사이에서는 흔하다. 이런 뜨거운 특이별은 그 스펙트럼을 기본으로 4가지로 분류하는데, 가끔 2가지로 사용되기도 한다. 분류 기준은 그들이 가지고 있는 특이성을 기준으로 분류한다.
Am 별(CP1 별)에서는 홀이온화 된 칼슘이나 스칸듐의 선이 약하게 나타나고, 반면에 중금속은 풍부하게 나타난다. 또한 Am 별은 느린 회전자가 될 경향이 있으며 7,000K ~　10,000K의 유효온도를 가지고 있다. Ap 별(CP2 별)에서는 강한 자기장이 있고, 규소, 크롬, 스트론튬, 유로퓸 등과 같은 원소가 풍부하며, 일반적으로 느린 회전자이다. 또한 이 별은 8,000K ~ 15,000K의 유효온도를 가지고 있다. 그러나 특이별의 유효온도를 계산함에 있어서 문제는 대기 구조에 의한 복잡화이다. HgMn 별(CP3 별)에서는 고전적으로 Ap 카테고리를 부여받았으나, 고전적 Ap 별과 달리 강한 자기장이 없어서 따로 분류됐다. 이름이 의미하는 것처럼, 이런 별은 홀이온화된 수은과 망가니즈가 풍부하게 나타난다. HgMn 별, 역시 아주 느린 회전자이다. 10,000K ~ 15,000K의 유효온도를 가지고 있다. 약한 헬륨 별(CP4 별)은 존슨의 UBV계로 관측으로 고전적으로 예측된 것 보다 약한 헬륨 선이 나타난다.
일반적으로 특이한 표면 성분이 항성이 형성된 후에 일어난 과정에 의한 뜨거운 주계열성에서 관측됐다고 생각된다. 이러한 과정들은 몇몇 원소, 특히 헬륨, 질소, 산소에서 야기되는데, 별의 대기에서 그 층 아래로 “정착하기 위해”, 망가니즈, 스트론튬, 이트륨, 지르코늄 같은 원소가 별 내부의 바깥쪽에서 표면으로 “공중에 뜬” 상태이다. 그 결과로 특이한 스펙트럼이 관측된다. 별의 중앙의 별 전체의 대량의 성분이 평균 이상의 그것이 만들어지면서 가스 구름의 성분이 나타내는 화학적 혼합물이 풍부하다고 추정된다. 이러한 확산과 공중 부양이 발생하기 위하여 생성되어 온전한 채로 남는 층은 별의 대기가 전달성 혼합은 발생시키지 않는 대류를 일으킬만큼 안정적이어야 한다. 이 안정성을 야기시키는 메커니즘은 일반적으로 이런 유형의 별에서 관측되는 대단히 큰 자기장이다.
또한 화학적으로 특이하게 차가운 별의 계열이 있지만, 이 별은 보통 주계열성이 아니다. 이 별은 보통 그 계열의 이름이나 구체적인 표지로 확인된다. 자세한 설명이 없는 화학적으로 특이한 별은 보통 뜨거운 주계열성들 중에서 하나의 구성원임을 의미한다.
더 차가운 많은 화학적 특이별은 별의 내부에서 그 표면으로의 핵융합에 의한 생산물의 혼합의 결과이며, 나머지는 쌍성계에서의 물질 전달의 결과이다.